# Anguillicola
Anguillicola är ett släkte av rundmaskar som beskrevs av Yamaguti 1935. Enligt Catalogue of Life ingår Anguillicola i familjen Anguillicolidae, men enligt Dyntaxa är tillhörigheten istället familjen Dracunculidae.
Anguillicola är enda släktet i familjen Anguillicolidae.
Kladogram enligt Catalogue of Life och Dyntaxa:
| Anguillicola | \| \| Anguillicola australiensis \| \| \| \| \| \| Anguillicola novaezelandiae \| \| \| \| |
|              | \| \| Anguillicola australiensis \| \| \| \| \| \| Anguillicola novaezelandiae \| \| \| \| |
|              | Anguillicola australiensis                                                                 |
|              |                                                                                            |
|              | Anguillicola novaezelandiae                                                                |
|              |                                                                                            |